# Burn-out
Een burn-out is een aandoening waarbij de patiënt emotioneel en fysiek uitgeput is en weinig tot niets kan presteren.
De term burn-out werd begin jaren 1970 voor het eerst gebruikt door de Amerikaanse psychotherapeut Herbert Freudenberger en iets later door Christina Maslach om de toestand te beschrijven van werkenden die met andere mensen werkten (zoals medewerkers in de verslavingszorg). Na verloop van tijd zouden dergelijke medewerkers merken dat hun cliënten weliswaar veel aandacht vroegen en kregen, maar desondanks weinig tot geen progressie boekten met betrekking tot hun problemen. Dat zou ertoe leiden dat deze medewerkers (over)vermoeid en gedemotiveerd raakten en gingen twijfelen aan hun eigen kunnen.
In de jaren 1990 werd de burn-out verbreed tot een verschijnsel dat ook in andere beroepsgroepen (waarin niet primair met andere mensen werd gewerkt) kon voorkomen. De door Maslach ontwikkelde vragenlijst om burn-out in de werkcontext te meten is inmiddels dominant geworden. Een burn-out bestaat in haar opvatting uit drie, min of meer samenhangende verschijnselen: uitputting (extreme vermoeidheid vanwege het werk), cynisme (afstand hebben van het werk, dan wel de mensen met wie men werkt) en een lager zelfbeeld van de eigen competenties (twijfelen aan het eigen kunnen en de eigen effectiviteit bij het uitvoeren van de werkzaamheden) Dit zijn ook de drie aspecten die in de sinds 1984 bekende burn-outtest Maslach Burnout Inventory (MBI) voorkomen. De term burn-out is niet opgenomen in het handboek voor psychiatrie, de DSM-5.
Te veel stress op het werk en in de privésituatie zouden oorzaken van een burn-out zijn. Een sensitieve persoonlijkheid met bovengemiddeld verantwoordelijkheidsgevoel en de neiging tot perfectionisme zouden risicofactoren zijn. Ook emotionele arbeid wordt met burn-out in verband gebracht.

## Symptomen en verschijnselen
Hoewel burn-out aanvankelijk werd gezien als een verschijnsel dat voorkomt in en voortkomt uit de werkcontext, zien medici het als een fenomeen dat ook buiten de werkcontext kan optreden en dat niet per se gebonden is aan die werkcontext. Volgens het Nederlands Huisartsen Genootschap is er sprake van een burn-out als voldaan is aan alle drie onderstaande criteria:
1. Er is sprake van overspannenheid (zie hierna)
2. De klachten zijn meer dan 6 maanden geleden begonnen
3. Gevoelens van moeheid en uitputting staan sterk op de voorgrond

Er is sprake van overspanning als voldaan is aan alle vier onderstaande criteria:
1. Ten minste drie van de volgende klachten zijn aanwezig:
  - moeheid
  - gestoorde of onrustige slaap
  - prikkelbaarheid
  - niet tegen drukte/herrie kunnen
  - emotionele labiliteit
  - piekeren
  - zich gejaagd voelen
  - concentratieproblemen en/of vergeetachtigheid
2. gevoelens van controleverlies en/of machteloosheid
3. significante beperkingen in het beroepsmatig en/of sociaal functioneren
4. voornoemde verschijnselen zijn niet uitsluitend het directe gevolg van een psychiatrische stoornis

## Behandeling
Burn-out wordt vaak behandeld met relatief kortdurende therapie (twaalf tot vijftien wekelijkse sessies) of opname in gespecialiseerde centra waar een dagelijkse intensieve therapie wordt aangeboden. Tijdens die therapie wordt nagegaan welke factoren hebben bijgedragen aan het ontstaan van de burn-out; bijvoorbeeld het hebben van zogenaamde 'disfunctionele gedachten' ("als ik niet hard werk vindt niemand me aardig/competent/krijg ik nooit een promotie/word ik ontslagen"), waarna deze worden aangepakt. Een mindfulness-gebaseerde benadering, zoals Mindfulness-Based Stress Reduction (MBSR), kan hierbij aanvullend helpen door cliënten bewuster te laten omgaan met hun gedachten en emoties, waardoor ze beter in staat zijn om stressvolle situaties te hanteren zonder deze disfunctionele patronen te versterken. Daarnaast worden risicofactoren op het werk geïnventariseerd (bijvoorbeeld te hard moeten werken, te veel overwerken, moeten werken in een onprettige werksfeer, enzovoort) en, waar mogelijk, aangepakt. Bovendien wordt ernaar gestreefd de cliënt zo snel mogelijk weer deels aan het werk te laten gaan, liefst al tijdens het behandelingsproces. Behandeling door de cliënt een aantal maanden thuis te laten zitten om "weer bij te komen" (wat in de jaren 1990 een gebruikelijke behandeling was) bleek in de praktijk weinig effectief en leidde juist tot vergroting van de afstand tot de arbeidsmarkt, en soms zelfs volledige arbeidsongeschiktheid. Onderzoek heeft uitgewezen dat er sprake is van discriminatie op de arbeidsmarkt tegenover job kandidaten die een burn-out hebben gehad.

## Meting van een burn-out
Of mensen aan een burn-out lijden, wordt vaak vastgesteld met gevalideerde psychologische instrumenten, waarvan de door Maslach ontwikkelde Maslach Burnout Inventory er een is. Deze bevat ongeveer twintig vragen die betrekking hebben op de drie door haar onderscheiden dimensies van een burn-out. Er zijn verschillende versies van dit instrument in omloop: één speciaal voor onderwijsgevenden, een voor "contactuele" beroepen (dat wil zeggen beroepen waarin uitvoerders met mensen werken, bijvoorbeeld de zorg), en één algemene versie (voor alle andere beroepen). Een Nederlandse versie van dit instrument is ontwikkeld door Wilmar B. Schaufeli en Dirk van Dierendonck.
De uit deze vragenlijst resulterende scores worden vergeleken met die van allerlei normgroepen (bestaande uit de scores van mensen die de lijst eerder hebben ingevuld). Op die manier kan worden vastgesteld of de scores van een bepaalde persoon opvallend hoog (of laag) zijn ten opzichte van deze normgroep. Gewoonlijk wordt ervan uitgegaan dat een score in de bovenste 25% (ten opzichte van de normgroep) een mogelijke burn-out indiceert; een score in de bovenste 5% zou indicatief zijn voor een échte burn-out. Wat overigens niet méér betekent dan dat men vaker dan anderen aangeeft erg moe te zijn, cynisch staat tegenover het werk, en denkt minder goed te presteren dan vroeger.
Naast de Maslach Burnout Inventory zijn diverse andere vragenlijsten in omloop, die gewoonlijk een of meer van de door Maslach onderscheiden dimensies in iets andere bewoordingen meten. Het belangrijkste voordeel van deze andere vragenlijsten is dat ze vrij van copyrights zijn te gebruiken; inhoudelijk bieden ze geen meerwaarde.

## Statistiek
De volgende cijfers gelden voor Nederland.
Twaalf procent van de huisartsbezoeken heeft te maken met stressklachten (overigens lang niet alleen burn-outs). Verder komen 30.000 mensen per jaar door psychische klachten in de WAO, van wie 9000 (30%) als gevolg van stress en overbelasting. Volgens cijfers van het Centraal Bureau voor de Statistiek uit 2022 heeft 20% van de Nederlandse beroepsbevolking last van burn-outverschijnselen. Opmerkelijk is dat vooral huisartsen vatbaar zijn voor burn-outs; volgens een artikel in het vaktijdschrift Gedrag & Gezondheid zou zo'n 41% van hen serieuze burn-outverschijnselen vertonen.
Omdat de burn-out als ziekte niet onderkend is in het DSM, komt de diagnose steeds minder voor. De symptomen zijn ondergebracht onder andere begrippen.

## Verschil met andere aandoeningen
Een burn-out is duidelijk verschillend van een depressie: een burn-out is in eerste instantie een 'energiestoornis' en een depressie een 'stemmingsstoornis'. Bij een depressie is er per definitie sprake van 'anhedonie', het zich nergens op kunnen verheugen.
Er wordt wel overlap in symptomen tussen burn-out, depressie en angststoornissen gezien. Een burn-out, overspannenheid en een depressie hebben vergelijkbare symptomen, maar andere oorzaken. In de wetenschappelijke literatuur wordt een burn-out duidelijk onderscheiden van een depressie. Neurobiologisch komt een burn-out meer overeen met het chronischevermoeidheidssyndroom dan met een depressie; de laatste hangt meer af van de neurotransmitter serotonine. Het standaardhandboek voor psychiatrische aandoeningen DSM-5 kent de burn-out niet, in tegenstelling tot de ICD-11. In de ICD-11 wordt burn-out gezien als een "beroepsgebonden verschijnsel" en niet als een "medische conditie". De in de ICD-11 gehanteerde definitie van burn-out komt overeen met die van Maslach, en burn-out wordt door de WHO dus geacht gebonden te zijn aan de werkcontext.
In de VS wordt een burn-out gezien als een voorstadium van een depressie.